# 恐竜伝説ベイビー
『恐竜伝説ベイビー』（きょうりゅうでんせつ ‐、Baby: Secret of the Lost Legend）は、1985年のアメリカ合衆国のアドベンチャーファンタジー映画。ウィリアム・カット、ショーン・ヤング、パトリック・マクグーハン、ジュリアン・フェロウズ出演。ストーリーは、アフリカ大陸の熱帯雨林に生息するモケーレ・ムベンベというUMAがベースとなっている。

## ストーリー
古生物学者のエリック・キヴィアットは、科学者のエティエンヌを殺害し、彼が持っていた謎の生物の写真を奪う。
アフリカを訪れていたジャーナリストのジョージ・ルーミスは、本社から昇進を知らされ、妻でキヴィアット博士の助手であるスーザンとアメリカに帰ることになった。スーザンは恐竜らしき動物の骨を発見し、キヴィアット博士に見せるが、博士はただのキリンだと退ける。だが彼は、それがエティエンヌの写真に写っていた生物だと確信しており、手柄を横取りするために嘘をついていた。その後スーザンは、赤十字のピエール・デュボワ医師から、ジャングルの奥地に住む少数民族が食中毒になったことを知らされ、その彼らが食べたという動物の骨がスーザンの見つけたものと同じであり、デュボワ医師はキリンではないと断言する。帰国を急ぐジョージを説得しようとするスーザンだったが、ジョージは出勤日が重なるため聞く耳を持たない。翌日ジョージが起きたとき、スーザンは彼を置いて生物の捜索に行ってしまう。仕方なくジョージは、地元のパイロットのケンジ・オービーに、ジャングルの奥地へと送ってもらうことにした。

## キャスト
| 役名                           | 俳優                       | 日本語吹替 | 日本語吹替 |
| 役名                           | 俳優                       | バンダイ版 | テレビ版   |
| ------------------------------ | -------------------------- | ---------- | ---------- |
| ジョージ・ルーミス             | ウィリアム・カット         | 江原正士   | 富山敬     |
| スーザン・マシューズ＝ルーミス | ショーン・ヤング           | 土井美加   | 勝生真沙子 |
| エリック・キヴィアット博士     | パトリック・マクグーハン   | 内田稔     | 中村正     |
| ナイジェル・ジェンキンス       | ジュリアン・フェロウズ     | 伊藤和晃   |            |
| ケンジ・オービー               | ヒュー・クァーシー         | 牛山茂     |            |
| 大佐                           | オルー・ジェイコブズ       | 小山武宏   |            |
| ピエール・デュボワ医師         | エドワード・ハードウィック | 金尾哲夫   |            |

- ポニー版から発売されたビデオには字幕スーパーが収録されている。
- バンダイ版の日本語吹き替えは、ムービープラスでも放送された。

## スタッフ
- 監督：ビル・L・ノートン
- 脚本：クリフォード・グリーン、エレン・グリーン
- 原作：デヴィッド・リー・ミラー 『The storybook』
- 製作：ジョナサン・T・タップリン
- 製作総指揮：ロジャー・スポティスウッド
- 撮影監督：ジョン・オルコット,B.S.C
- プロダクションデザイナー：レイ・ストーリー
- 編集：デヴィッド・ブレサートン,A.C.E、ハワード・E・スミス
- 音楽：ジェリー・ゴールドスミス
- キャスティング：ローズ・トビアス・シャウ、ビル・シェパード
- 特殊効果：ピーター・アンダーソン
- 恐竜技術者：フィリップ・バートッコ、ケネス・C・クラーク、ゲイリー・ダミーコ、スティーヴ・デブス、ジェフ・カープ、ウィラード・リヴィングストン、ポール・ヴィジル
- 日本語字幕：金田文夫

## 製作
本作が製作された当時は、CGIが普及する前だったため、登場する恐竜はすべてアニマトロニクスが用いられている。

## サウンドトラック
| 全作曲: ジェリー・ゴールドスミス。 |                       |      |                          |      |
| #                                  | タイトル              | 作詞 | 作曲・編曲               | 時間 |
| 1.                                 | 「The Sketch」        |      | ジェリー・ゴールドスミス | 0:44 |
| 2.                                 | 「No Problem」        |      | ジェリー・ゴールドスミス | 0:44 |
| 3.                                 | 「The Visitors」      |      | ジェリー・ゴールドスミス | 2:27 |
| 4.                                 | 「New Friends #1」    |      | ジェリー・ゴールドスミス | 1:17 |
| 5.                                 | 「New Friends #2」    |      | ジェリー・ゴールドスミス | 0:33 |
| 6.                                 | 「The Family」        |      | ジェリー・ゴールドスミス | 4:04 |
| 7.                                 | 「Dad」               |      | ジェリー・ゴールドスミス | 7:10 |
| 8.                                 | 「Tears」             |      | ジェリー・ゴールドスミス | 1:25 |
| 9.                                 | 「The Tent」          |      | ジェリー・ゴールドスミス | 2:53 |
| 10.                                | 「Dragon Breath」     |      | ジェリー・ゴールドスミス | 6:48 |
| 11.                                | 「The Search」        |      | ジェリー・ゴールドスミス | 3:09 |
| 12.                                | 「The Jump」          |      | ジェリー・ゴールドスミス | 4:31 |
| 13.                                | 「The Captives」      |      | ジェリー・ゴールドスミス | 2:01 |
| 14.                                | 「Base Camp Assault」 |      | ジェリー・ゴールドスミス | 4:15 |
| 15.                                | 「The Rescue」        |      | ジェリー・ゴールドスミス | 3:37 |
| 16.                                | 「Just a Legend」     |      | ジェリー・ゴールドスミス | 7:31 |